# Паника (фильм)
«Паника» (англ. The Panic) — будущая американская драма режиссёра Дэниела Адамса, основанная на реальных событиях и рассказывающая о финансовом кризисе 1907 года в Нью-Йорке. Главные роли в фильме исполнили Кэри Элвес, Колм Мини, Кристиана Делл’Анна, Джастин Чатвин и Малкольм Макдауэлл.

## Сюжет
Основанный на реальных событиях, фильм рассказывает о финансовом кризисе 1907 года в Нью-Йорке, о группе недобросовестных банкиров и бизнесменов, чьи действия поставили американскую экономику на грань краха.

## В ролях
- Кэри Элвес — Чарльз Барни
- Колм Мини — Дж. П. Морган
- Кристиана Делл’Анна — Белль да Коста Грин
- Джастин Чатвин — Герберт Сэттерли
- Малкольм Макдауэлл — Стэнфорд Уайт
- Тим Дэйли — Уильям Уитни
- Джефферсон Мэйс — Тедди Рузвельт
- Джей Хьюги — Чарльз Шваб
- Нед Беллами — А. Фостер Хиггинс
- Джейсон Алан Смит — Чарльз Морс
- Тимоти Макнил — Фриц Хайнце
- Дитер Ризле — Якоб Шифф
- Ларри Петерсен — Джордж Кортелоу

## Производство
Кинокомпания Blue Fox Entertainment представила проект международным покупателям на Каннском кинорынке 2024 в мае, объявив, что Дональд Сазерленд, Кэри Элвес, Кристиана Делл’Анна, Джастин Чатвин и Малкольм МакДауэлл будут сниматься в фильме. Позже стало известно, что Колм Мини заменил Сазерленда.
Основные съёмки начались 4 июня 2024 года в Буффало, штат Нью-Йорк, и завершились 27 июня 2024 года.
Многие интерьерные сцены снимались в недавно основанной студии Great Point Studios в Буффало. Среди других мест, использовавшихся для съёмок, — банк M&T, особняк Уильямса-Батлера, здание на Элликотт-сквер и государственный парк Форт-Ниагара.